# یاغی (فیلم ۲۰۱۷)
یاغی (انگلیسی: Rogue) یک فیلم اکشن هندی به کارگردانی پوری جاگاناد است که در سال ۲۰۱۷ منتشر شد. این فیلم همزمان به دو زبان تلوگو و کنادا تصویربرداری و ساخته شد. از بازیگران این فیلم می‌توان به مانارا چوپرا و آنجلا کریسلینزکی اشاره کرد. ساخت فیلم از نوامبر ۲۰۱۵ آغاز شد و نخستین پیش‌پرده در ۱ مارس ۲۰۱۷ منتشر شد.